# Wazzo
Wazzo – auch als Wazo, Watzo, Watho, Wasso und in der Verkleinerungsform Wazelin, Wazelinus, Wazzelinus, Wazilo, Wazzilo, Watzilo, Wazili, Wassilo – ist eine mittelalterliche Kurzform verschiedener Vornamen mit "W". Vermutlich verwandt mit den slawischen Vornamen Vasilij, Vasiliy, Vasilko, Vassilko, Vasily, siehe Prinz Wassilo (Vasylko) von Rostow (1208–1238), siehe aktuell Wassili Konstantinowitsch Blücher, Wassili Sergejewitsch Kalinnikow, Wassili Nikolajewitsch Karpow.
Dieselbe Namenswurzel steckt analog auch in der e-Linie: Wezzo, Wezo, Wetzo, Wetho, Wesso, verkleinert Wezelin, Wezelinus, Wezzelinus, Wezilo, Wezzilo, Wetzilo, Wezili, Wessilo.

## Ursprungsname
Mögliche Vornamen erschließen sich aus dem Vergleich mit Tassilo – Tasso – Tagino von Taginbert und die Orte Taging, Taching, Tatzmannsdorf. Der Ort Waging am See beispielsweise kommt von einem Graf Wago bzw. Wagino. Auch Wacho kommt als Brückenname in Frage. Für Anfang des 9. Jahrhunderts ist ein Graf Wago (805–820), Sohn des Alaholfingers Berthold, belegt, als er gemeinsam mit seinem Bruder Chadaloh I. das Kloster St. Gallen beschenkt. Er hat einen Sohn namens Werinheri (Werner). Dieser Name ist häufiger und wohl auch ursprünglicher als Warinheri (Warinus/Warnher) zu finden. Ein Graf Warinus/Guerin/Garnier von Paris († 677) ist als Vater des hl. Leutwin/Leodegar/Liutwin von Trier belegt. Sein Bruder ist der hl. G(u)erin/Warin von Poitou. Warinus/Warino wiederum ist als Verkleinerungsform von Warinbertus/Werinbert/Werenbert/Wuarimbertus u. ä. belegbar. Dieser germanische Vorname, der so viel wie illustrer Verteidiger bedeutet, erscheint zunächst häufiger in der Schreibweise mit „G“ als G(u)aribertus, G(u)arivertus, G(u)arimbertus, G(u)arembertus, G(u)alimbertus. Ein erster Beleg für die Verkürzungstendenz ist wohl Goericus/Gueric/Guerin/Werin von Reims, der häufiger unter den Ahnvätern der bayerischen Agilolfinger erscheint. Natürlich ist in diesem Zusammenhang dann auch an Waribald/Garibald bzw. Weribald, Warigand/Werigand (Wirigaud), Warinhart/Werinhart bzw. Warenfrid/Werenfrid zu denken. Werner von Kyberg wird auch Wetzilo genannt.

## Bekannte Namensträger
Bekannte Namensträger sind:
- Wazzo/Wazo/Waso/Watzo/Gazo/Guazo (I.), Bischof von Lüttich  und Reichsfürst († 1048),
- Wazzo/Wazo/Wazelin/Wazelinus/Wazzelinus (II.), Benediktinerabt von St. Laurent und Bischof von Lüttich († 1158), auch Wazelin von Fexhe genannt (siehe Investiturstreit).
- Wazo, Bischof von Havelberg
- Wezilo († 1088), Erzbischof von Mainz
- Werner/Wernher genannt Wezilo († 1078), Erzbischof von Magdeburg
- hl. Wezelin (970–1015; auch Aquilinus genannt)
- Werigand/Wirigaud, genannt Wezzelin, Herzog und Markgraf von Istrien-Friaul (um 967 bis um 1051), verheiratet mit Willibirg von Ebersberg

## Sagengestalt
In der Sage "Wazelinus und Wiradis" ist die Salzburger Version der Kinder, die sich innig liebten, aber nicht zueinanderkommen konnten, wobei am Ende beide im Kloster enden, die eine als Äbtissin auf dem Nonnberg, der andere als Abt zu St. Peter. Beide Klöster befinden sich in Salzburg (vgl. R. von Freisauff, Aus Salzburgs Sagenschatz, Salzburg 1914, S. 187 bzw. Leander Petzoldt, Sagen aus Salzburg, München 1993, S. 259).

## Watzmann
Der Name steckt wohl ebenfalls hinter dem Bergnamen Watzmann. Denn hier spricht die Sage von einem grausamen König mit Frau und sieben Kindern, die in das Bergmassiv verwandelt worden seien. Dabei ist es keineswegs unwahrscheinlich, dass die zweite Silbe "mann" nicht von "Mann", sondern von "magnus" kommt.

## Nachnamen
Von der Verkleinerungsform Wazzilo/Wazilo/Watzilo stammen die Nachnamen Watzl, Watzel etc. ab.

## Ortsnamen
Ebenso kommen Ortsnamen wie Wötzling, Watzling, Wetzendorf, Wetzelsdorf jeweils von Edlen namens "Watzilo" bzw. "Wetzilo" her.

## Zusammenhang mit Wezzo/Wesso
Die Überlegungen zum Ursprungsnamen legen einen Zusammenhang mit dem Kurznamen Wezzo/Wesso nahe, wie er zum Beispiel in Wessenberg oder Wessobrunn vorliegt. Letzteres leitet seinen Namen der Sage nach von einem Knecht eines Edlen Tassilos mit Namen Wesso her, der als Erster von einer neu entsprungenen Quelle getrunken hat.

## Links
Für Wazzo von Lüttich siehe Wilhelm Kohl: WAZELIN V. LÜTTICH. In: Biographisch-Bibliographisches Kirchenlexikon (BBKL). Band 13, Bautz, Herzberg 1998, ISBN 3-88309-072-7, Sp. 393–394 (Artikel/Artikelanfang im Internet-Archive).